# جعفرلی (یولاخ)
جعفرلی (به لاتین: Cəfərli) منطقه‌ای مسکونی در جمهوری آذربایجان است که در شهرستان یولاخ واقع شده است.